# Eli T. Stackhouse

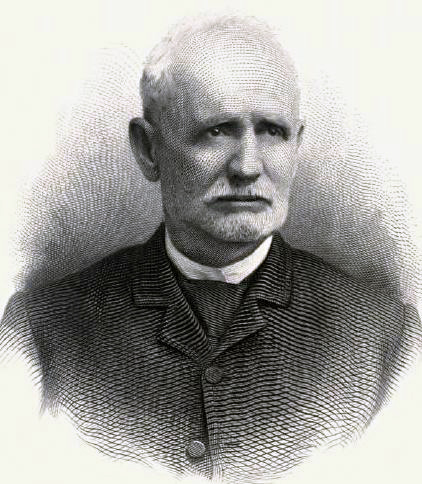
Eli T. Stackhouse

Eli Thomas Stackhouse (* 27. März 1824 in Little Rock, Marion County, South Carolina; † 14. Juni 1892 in Washington, D.C.) war ein US-amerikanischer Politiker. Zwischen 1891 und 1892 vertrat er den Bundesstaat South Carolina im US-Repräsentantenhaus.

## Werdegang
Eli Stackhouse besuchte die öffentlichen Schulen seiner Heimat und arbeitete danach auf der Farm seines Vaters. Außerdem war er selbst für einige Jahre als Lehrer tätig, ehe er selbständig in der Landwirtschaft arbeitete. Während des Bürgerkrieges war er Offizier in der Armee der Konföderierten Staaten. Bis Kriegsende hatte er den Rang eines Colonel erreicht. Gleichzeitig begann er als Mitglied der Demokratischen Partei eine politische Laufbahn.
Im Jahr 1863 sowie von 1865 bis 1866 war er Abgeordneter im Repräsentantenhaus von South Carolina. Stackhouse wurde 1887 auch Kurator des Clemson Agricultural and Mechanical College. Im Jahr 1888 war er der erste Präsident der Farmervereinigung von South Carolina. Bei den Kongresswahlen des Jahres 1890 wurde er im sechsten Wahlbezirk von South Carolina in das US-Repräsentantenhaus in Washington gewählt, wo er am 4. März 1891 die Nachfolge von George W. Dargan antrat. Eli Stackhouse konnte seine eigentlich bis zum 3. März 1893 laufende Legislaturperiode im Kongress nicht beenden, weil er bereits am 14. Juni 1892 verstarb. Er wurde in seiner Heimatgemeinde Little Rock beigesetzt. Sein Abgeordnetenmandat fiel nach einer Nachwahl an John L. McLaurin.